# Historia Ustki
Historia Ustki – okres w dziejach miasta od początków istnienia.
Osadnictwo w okolicach Ustki pojawiło się w epoce brązu, o czym świadczy znajdujące się ok. 10 km od miasta położone na skarpie nad rzeką Słupią grodzisko w pobliżu wsi Gałęzinowo, przypisywane ludności kultury łużyckiej.

## Średniowiecze
Jeszcze w średniowieczu Słupia wpadała deltą do morza. Nie wiadomo kiedy dokładnie powstała warownia w lewej – zachodniej odnodze ujścia Słupi. Prawa – wschodnia odnoga Słupi, której ślad powtarza obecnie droga Zapadłe – Orzechowo, wpływała do morza obok dzisiejszej osady Orzechowo. Istniejące tu dawniej jezioro lagunowe sięgało pod wieś Przewłoka, w której prawdopodobnie jeszcze w XII w. istniała przystań. W późniejszym okresie zalew zarósł roślinnością i się wypłycił, co uniemożliwiło prowadzenie żeglugi.
Wzmiankowana po raz pierwszy w 1310. Kolejny raz Ustka została wymieniona (bez podania jej nazwy) w dokumencie z 1337 roku, jako należący do Słupska port znajdujący się po obu stronach ujścia rzeki Słupi. W XIV wieku statki morskie docierały aż do Słupska, były one tam przeciągane przez idących brzegiem ludzi. Mieszkańcy Ustki, wchodzącej w skład słupskiego patrymonium miejskiego, zobowiązani byli do składania tzw. przysięgi usteckiej, ponadto obowiązywał ich przymus młynny (młyn w Zamełowie), obowiązek świadczenia wszelkich prac i usług na rzecz portu oraz konieczność uiszczania podatku szosowego. Nie obowiązywał ich natomiast obowiązek czynszowy lub pańszczyźniany. Ponadto jako poddani Słupska posiadali prawo utrzymywania 6 łodzi rybackich.
W 1356 konsekrowano drewniany kościół, stanowiący filię kościoła w Zimowiskach.
Od 1368 Ustka leżała w granicach księstwa słupskiego, pomiędzy 1390 a 1474 lenna Korony Królestwa Polskiego, następnie w granicach gryfickiego księstwa pomorskiego ze stolicą w Szczecinie.

## Nowożytność
Pierwsze informacje o szkole w Ustce pochodzą z 28 lipca 1590 i z 1729 roku. Z dokumentów z roku 1590 wiadomo, że mieszkańcy zajmowali się przeładunkami w porcie oraz połowami, przetwórstwem (wędzarnie) i eksportem ryb.
2 listopada 1626 port w Ustce został zajęty przez wojska szwedzkie. Wojna trzydziestoletnia spowodowała spadek obrotów handlowych, a towarzyszące wojnie podatki i kontrybucje spowodowały odpływ ludności. W 1644 roku Ustkę strawił pożar; z pożogi ocalało 15 domów i kościół. W 1648, w wyniku postanowień pokoju westfalskiego, wschodnia część Pomorza Zachodniego z Ustką dostała się pod zwierzchnictwo państwa brandenbursko-pruskiego, przekształconego w 1701 w Królestwo Prus. Wiążące się z tym ożywienie handlu w porcie zostało zniweczone przez niszczycielską działalność sztormów, w wyniku których port znalazł się w katastrofalnym stanie. W XVIII w. nieliczne statki rozładowywane były na redzie.

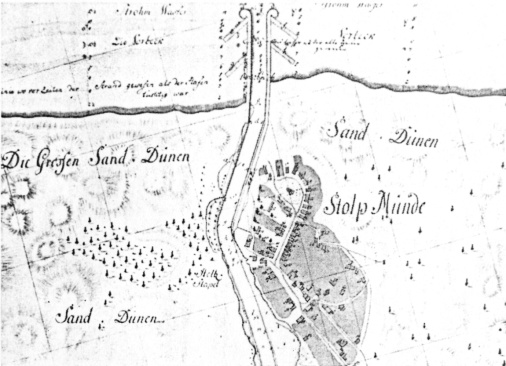
Mapa historyczna z 1709 roku

W 1709 zachodni brzeg Słupi nie był jeszcze zasiedlony. Zabudowa Ustki koncentrowała się na wschodnim brzegu rzeki wokół kościoła i ulicy biegnącej wzdłuż brzegów Słupi w kierunku ówczesnego mostu (albo brodu) na drodze do Duninowa albo Charnowa.
Mieszkańcy Ustki zajmowali się uprawą roli oraz rybołówstwem. W l. sześćdziesiątych XVIII w. uruchomiono stocznię. W 1794 roku Ustka liczyła około 700 mieszkańców.

## XIX-XX wiek
W wyniku kampanii napoleońskiej, Wielka Armia na przełomie lat 1806/1807 zajęła Pomorze Zachodnie. Ustka, podobnie jak i inne miejscowości, musiała zapłacić kontrybucję.
Od 1802 r. Słupsk zaczął tracić posiadane przez siebie tereny w Ustce. Proces ten zakończył się w latach 1911–1914, kiedy to ostatnie (nie licząc wydm u Przewłoki) tereny Słupska przeszły na własność kolei. Połączenie kolejowe Ustki ze Słupskiem (1878) i Sławnem (1911) przyczyniło się do przyspieszenia rozwoju portu, który 22 grudnia 1831 przeszedł na własność państwa pruskiego. Od tego czasu port ulegał sukcesywnej rozbudowie; jako ostatni z basenów portu powstał basen węglowy. Liczba ludności Ustki w 1818 r. wynosiła 477, w 1871 r. 1880, a w 1941 r. – 5051.

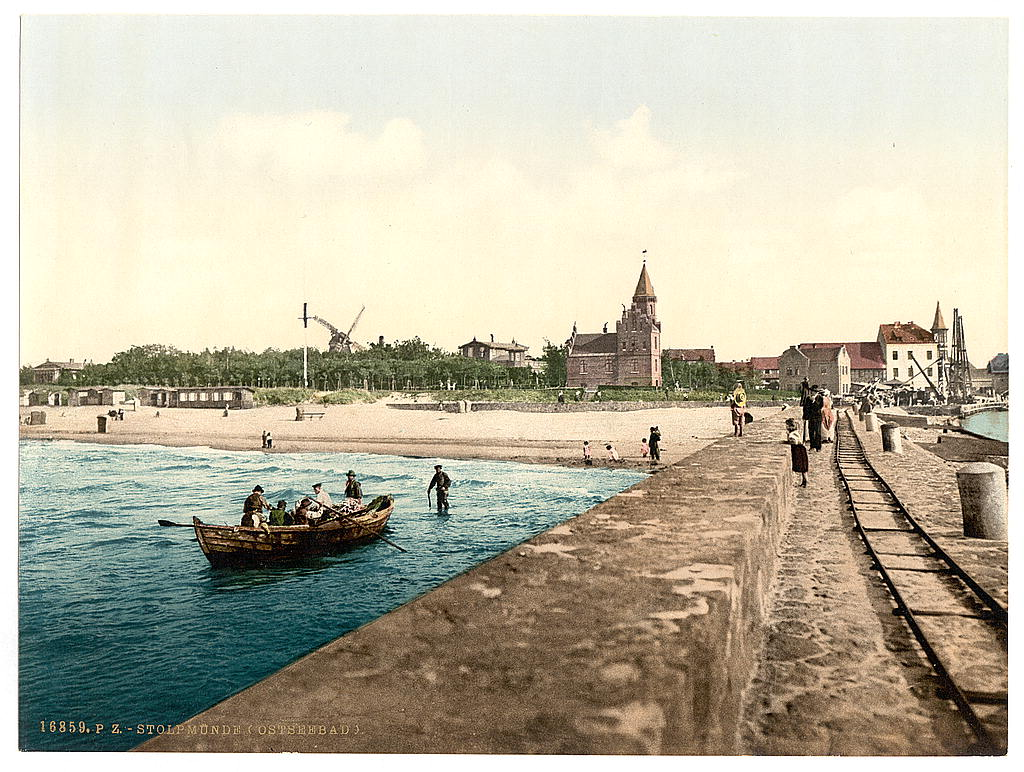
Ustka u schyłku XIX w.

W 1871 Ustka znalazła się w granicach Niemiec.
10 lipca 1888 roku konsekrowano nowy, istniejący do dzisiaj kościół ewangelicki posiadający 800 miejsc siedzących, w następstwie czego rozebrano starą, drewnianą świątynię o 200 miejscach.
W 1911 gmina podjęła pierwsze inwestycje o charakterze turystycznym, wzorując się na łazienkach w Sopocie. W kolejnych latach powstał szereg pensjonatów, willi i restauracji, rozpoczęto też zagospodarowanie plaży. Od końca lat sześćdziesiątych XIX wieku do 1945 roku funkcjonowała w Ustce stacja ratownicza Niemieckiego Towarzystwa dla Ratowania Rozbitków z Morza (DGzRS). Wśród jej wyposażenia znalazła się m.in. łódź ratownicza „Der Generalpostmeister”, nazwana na cześć pruskiego Ministra Poczt i Telegrafu H. von Stephana i ufundowana przez pracowników Poczty Rzeszy.

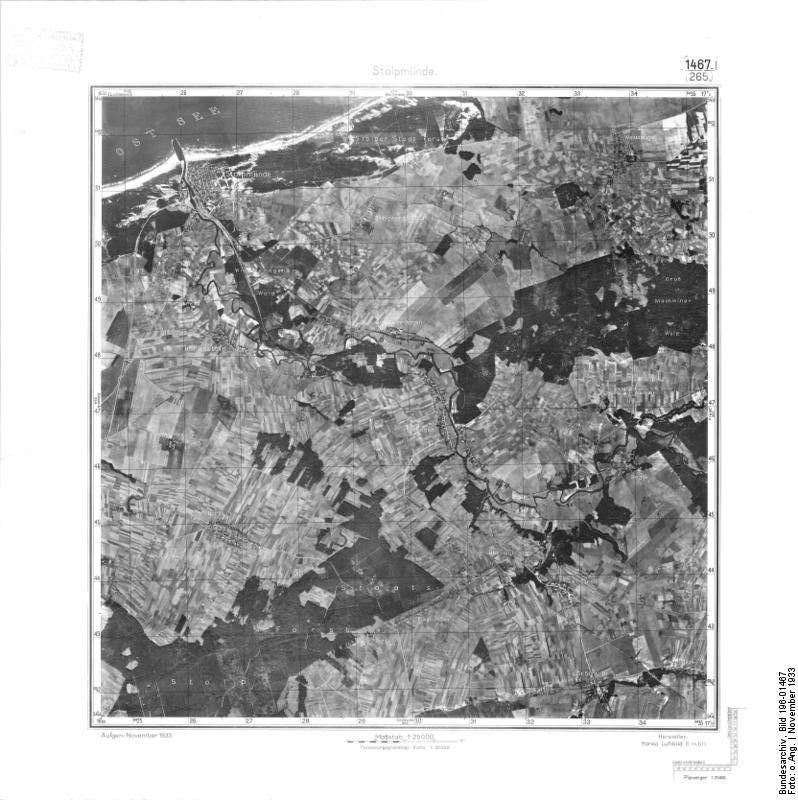
Zdjęcie lotnicze Ustki i okolic z 1933 roku

W okresie rządów narodowych socjalistów, w ramach przeprowadzania procesu „ujednolicania” nastąpiło wzmocnienie władzy wykonawczej gminy. 1 kwietnia 1935 roku wójt otrzymał tytuł burmistrza, przedstawicielstwo gminne zastąpiła zaś kilkuosobowa mianowana rada gminy (Gemeinderat). Datę tę przyjmuje się jako datę otrzymania przez Ustkę praw miejskich.
Przed wybuchem II wojny światowej pod Ustką została wybudowana baza szkoleniowa wojsk niemieckich. Wybuch wojny we wrześniu 1939 spowodował wstrzymanie rozbudowy portu – na zachód od wejścia do portu widoczne są do dzisiaj ślady rozpoczętej budowy trzeciego falochronu. Na zachodnim brzegu ustawiono baterię dział, a ponadto niemal wszystkie jednostki handlowe zostały zarekwirowane przez wojsko. Ruch w porcie prawie zamarł, wchodziły tu niekiedy jedynie pomocnicze jednostki Kriegsmarine. Z uwagi na zamknięcie wielu akwenów, ograniczeniu uległy połowy ryb. W ramach rozbudowy przemysłu militarnego w Ustce budowana była od 1942 stocznia dla niewielkich trałowców, posiadająca dwie małe hale i małą pochylnię z wyciągiem szynowym, po której pozostały drobne pozostałości (aktualnie jej położenie wyznacza niewielki pomost). W Ustce zlokalizowano obozy pracy, w których w połowie 1944 przebywało ok. 230 więźniów narodowości polskiej, radzieckiej, francuskiej i belgijskiej. Pracowali oni między innymi jako dokerzy.
W nocy z 30 na 31 stycznia, na wysokości Ławicy Słupskiej, radziecki okręt podwodny „S 13” dowodzony przez kmdr. ppor. A. Marinesko zatopił niemiecki transportowiec MS Wilhelm Gustloff (25 480 BRT), a w nocy z 9 na 10 lutego 1945 statek SS General von Steuben (14 660 BRT). W wyniku ataku śmierć w wodach Bałtyku poniosło kilka tysięcy osób, a utonięcie „Wilhelma Gustloffa” uznawane jest za największą katastrofę morską w dziejach (największa liczba ofiar na pokładzie jednej jednostki). Część ofiar katastrofy pochowano na cmentarzu w Ustce.

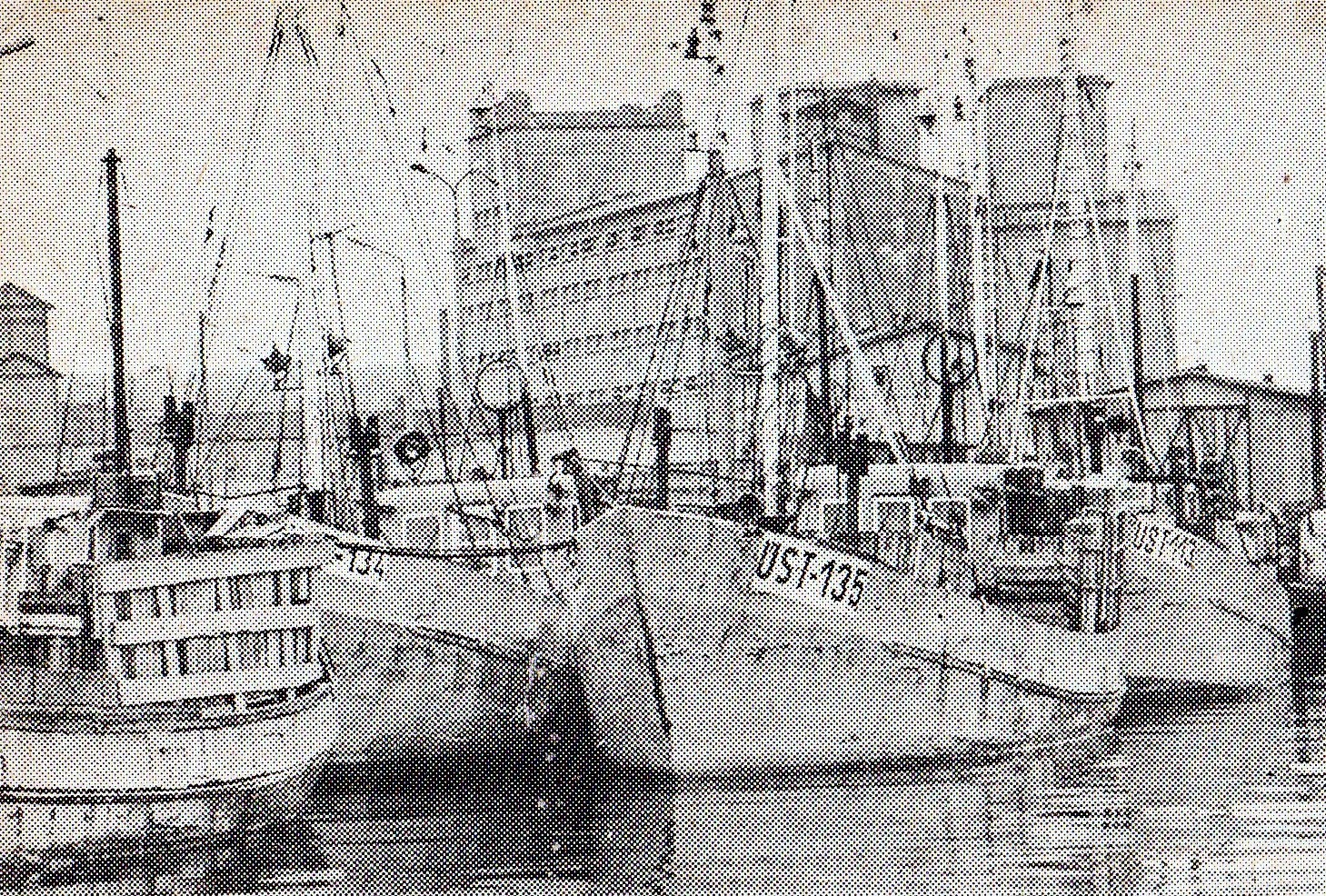
Port w Ustce w 1979

4 marca 1945 radzieckie wojska pancerne gen. A. Panfiłowa na wysokości Koszalina doszły do Bałtyku, rozcinając tym samym zgrupowanie pomorskie Grupy Armii „Weichsel”, a następnie zwróciły się frontem ku wschodowi, kontynuując szybki marsz w kierunku Gdańska. Oznaczało to koniec możliwości ewakuacji lądowej na Zachód – pozostała jedynie droga przez port w Ustce. 9 marca 1945, po krótkotrwałych walkach opóźniających między Ustką a Bydlinem, żołnierze niemieccy skapitulowali. Komendantura radziecka, która przejęła następnie władzę w mieście, utworzyła niemiecką pomocniczą administrację cywilną, również z niemieckim burmistrzem na czele. W tym czasie oprócz stałych mieszkańców w Ustce przebywała ludność ewakuowana z Prus Wschodnich, Litwy i Łotwy. Wkrótce po zdobyciu miasta pojawili się w nim polscy osiedleńcy. Pierwszy polski Zarząd Miejski rozpoczął urzędowanie 11 maja 1945. Od czerwca 1945 roku uruchomiono linię kolejową do Słupska (linię do Sławna zdemontowała i wywiozła Armia Czerwona), pocztę i gazownię.
Dotychczasowi mieszkańcy musieli opuścić Ustkę. Osoby czujące się Słowińcami, o ile znały język polski, mogły pozostać na miejscu i przyjąć polskie obywatelstwo, jednakże kryterium tego nikt w Ustce nie spełnił.

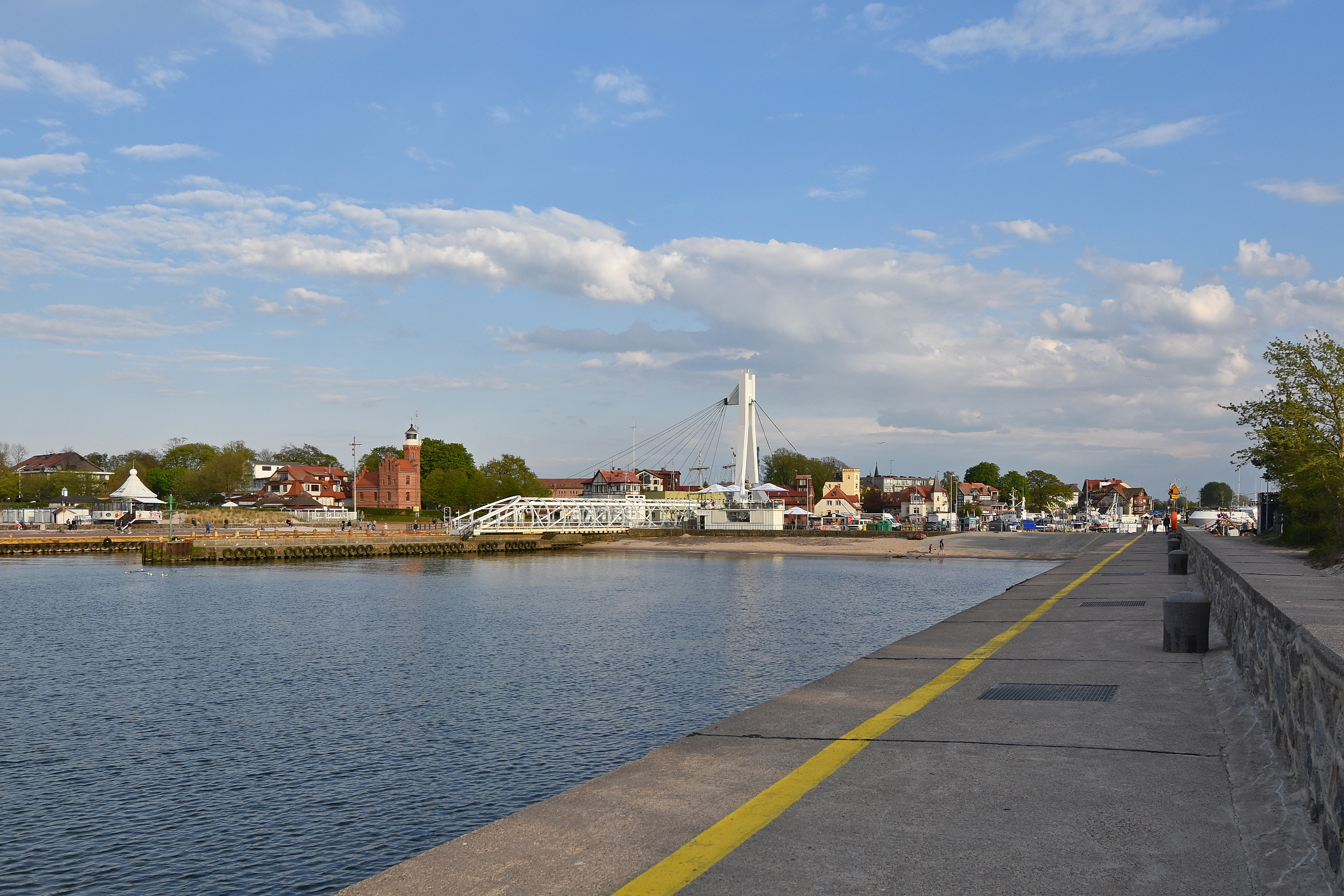
Port w Ustce w 2023

14 marca 1945 Rząd Tymczasowy Rzeczypospolitej Polskiej dokonał podziału administracyjnego ziem zdobytych na Rzeszy Niemieckiej, włączając Ustkę w skład okręgu III Pomorze Zachodnie. Do 1947, kiedy ostatecznie ustalono aktualną nazwę miasta, przejściowo obowiązywały inne nazwy (Postomin-Miasto, Nowy Słupsk – stacja kolejowa i Słupioujście-Port); nie zachowała się bowiem kaszubska nazwa dla warowni na skarpie, a stosowane historyczne nazwy Stolpesmunde – Słupioujście, zapisywano w dokumentach po łacinie i niemiecku.